# Дербак Микола Юрійович
Дербак Микола Юрійович (28 листопада 1968, с. Колочава) — директор Національного природного парку «Синевир», кандидат філософських наук, заслужений природоохоронець України.

## Життєпис
Микола Дербак народився 28 листопада 1968 року у селі Колочава, Міжгірського району, Закарпатської області.
У 1983—1987 роках навчався в Кучеровському сільськогосподарському технікумі.
У 1996 році закінчив Вологодський сільськогосподарський інститут, спеціальність — вчений агроном н/в.
Вищу освіту здобув на біологічному факультеті Ужгородського національного університету, який закінчив у 2002 році і отримав диплом за спеціальністю «Біологія».
У 1987—1989 роках проходив службу в рядах Радянської Армії, старшина дивізіону.
З 1989 до 1993 року працював головним агрономом в колгоспі «Радянське Закарпаття».
З вересня 1995 року працював лісником в Колочавському лісництві Національного природного парку «Синевир», а з 1997 – лісничим.
У 2003 році Миколу Дербака призначено на посаду головного лісничого, а з 2004 року обіймав посаду заступника директора, головного природознавця Національного природного парку «Синевир».
З 27 липня 2010 року обіймає посаду директора Національного природного парку «Синевир».
У 2011 році отримав відзнаку Закарпатської обласної ради та Закарпатської обласної адміністрації "За розвиток регіону".
У 2012 році присвоєно почесне звання "Заслужений природоохоронець України".
2012 року нагороджено ювілейною медаллю "Двадцять років Незалежності України".
У 2015 р. захистив дисертацію «Антропогенне навантаження в системі еко-безпечного розвитку: соціально-філософський аналіз». Дисертаційна робота підготована на основі досліджень парку «Синевир» та висвітлює проблематику охорони природи, біологічні фактори, біосоціальні процеси..
У 2015 році присвоєно звання кандидата філософських наук, а також нагороджено медаллю "За наукові досягнення" (Національний педагогічний університет ім. М.Драгоманова).
2019 року нагороджено Почесною відзнакою за заслуги перед Закарпаттям.
у 2020 - обраний депутатом Закарпатської обласної ради, де працює секретарем постійної комісії з питань екології та використання природних ресурсів.
На посаді директора нацпарку Микола Дербак активізував природоохоронну роботу, зайняв принципову позицію щодо подальшого розвитку та позитивних змін в охороні природи.
Завдяки його зусиллям у 2011 році в парку побудовано Реабілітаційний центр бурих ведмедів, а у 2017 —  Реабілітаційний центр хижих птахів.
У 2017 році 2865,04 га букових пралісів внесено до Всесвітньої природної Спадщини ЮНЕСКО, які включені до розширеного об’єкту «Букові праліси і давні ліси Карпат та інших регіонів Європи (Anciel and Drimeval Beech Forests of the Carhatians and Other Regions in Europe)".
У 2017 році НПП "Синевир" включено до обєктів ПЗФ України та став постійним членом Смарагдової мережі Європи.

### Родина
Одружений, має двох синів Юрія і Євгена.
Відзнаки
- Заслужений природоохоронець України (2012).[1]
- Знак «За розвиток регіону» — найвища нагорода Закарпатської області (2011).
- ювілейна медаль «20 років Незалежності України» (2012)
- медаль «За наукові досягнення» Національного педагогічного університету ім. М. П. Драгоманова (2015).
- Почесна грамота Закарпатської ОДА (2017)
- Грамоти Міністерства екології та природних ресурсів України.